# Miroslav Kulmer (mlađi)
Miroslav Kulmer, mlađi (Šestine kraj Zagreba, 10. rujna 1860. – Zagreb, 18. travnja 1943.), hrvatski gospodarstvenik, pravnik i političar koji je pridonio razvitku hrvatskoga športa.

## Životopis
Potječe iz hrvatske plemićke obitelji Kulmer, podrijetlom iz Koruške. Rođen je u Šestinama gdje je obitelj imala dvorac. Završio je Klasičnu gimnaziju u Zagrebu 1878. godine., a u Zagrebu i Beču je studirao pravo. Djelovao u Hrvatsko-slavonskome gospodarskom društvu od 1885. godine. Godine 1902. postao je predsjednikom tog društva sve do likvidacije te ustanove. Pokazao se učinkovitim jer je pridonio poboljšanju gospodarskih prilika u Hrvatskoj.
Djelovao je i u politici. Obnašao je dužnosti tajnog carskog savjetnika za poljodjelstvo. Ušao je u Hrvatski državni sabor kao zastupnik Hrvatsko-srpske koalicije. Poslije je bio član Privremenoga narodnog predstavništva u Beogradu.
Obnašao je dužnost viceguvernera Narodne banke. Predsjedavao je u nekoliko gospodarskih subjekata, od financijskih do industrijskih: Prva hrvatska štedionica, Našička tvornica tanina, tekstilna tvornica "Dugaresa" i dr. Isticao se humanitarnim radom.
Predsjedavao je Hrvatskim planinarskim društvom skoro tridesetak godina, od 1892. do 1921. godine.